# Bucur

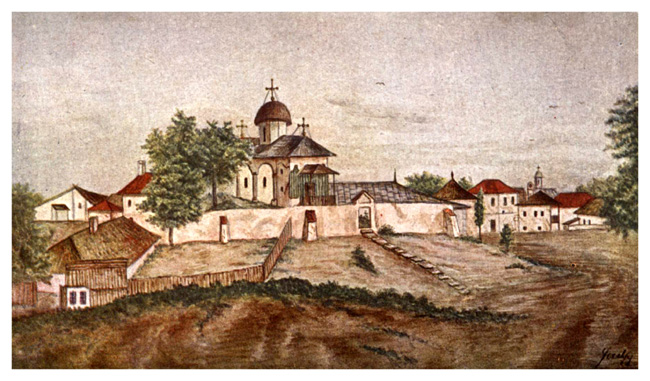
Een schilderij van de kerk van Bucur

Bucur was een herder, die volgens de legende Boekarest had gesticht (Bucur → București). Waarschijnlijker is dat de vorst Mircea cel Bătrân de stad in de 14e eeuw stichtte nadat hij de Turken had overwonnen. Het woord bucurie betekent "vreugde" in het Roemeens, wat ook de reden is dat Boekarest vaak "de stad van vreugde" wordt genoemd. 